# Базлук
Базлук — деревня в Ленском районе Архангельской области. Входит в состав Козьминского сельского поселения.

## География
Находится в юго-восточной части Архангельской области на расстоянии приблизительно 6 км на юг-юго-восток по прямой от села Лена на правобережье Вычегды в ее пойме.

## История
В 1859 году здесь (территория Яренского уезда Вологодской губернии) было учтено 6 дворов в деревне Базлук 1-й и 7 дворов в деревне Базлук 2-й.

## Население
Численность населения: 47 человек в деревне Базлук 1-й и 32 в деревне Базлук 2-й (1859 год), 15 (русские 100 %) в 2002 году, 1 в 2010.